# Manewr monachijski
Manewr monachijski (żeg.) jest odmianą manewru "człowiek za burtą". Pierwsze wzmianki o nim pochodzą z roku 1889, w Ameryce był znany jako "quick stop". Manewr ten został na nowo odkryty i przećwiczony w roku 1978 w ośrodku żeglarskim Monachijskich Szkół Wyższych przez jej kierownika Rolanda Denka. 

## Technika
Manewr monachijski polega na szybkim przejściu przez jacht linii wiatru dziobem (tak jak przy zwrocie przez sztag), bez luzowania wybranego na poprzednim halsie przedniego żagla / żagli (np. foka). Jacht staje wówczas w dryfie i powoli porusza się w kierunku znajdującego się po jego zawietrznej stronie człowieka.
W praktyce manewr monachijski może wykonać sam sternik. Musi on zredukować prędkość jachtu stając pod wiatr, przejść linię wiatru, a następnie wyluzować wszystkie żagle poza przednim i wyłożyć ster w taki sposób, aby działał on przeciwnie do pracującego wstecz przedniego żagla. Wykonanie wszystkich wymienionych czynności powinno zająć kilkadziesiąt sekund i zagwarantować samodzielne poruszanie się jachtu w kierunku znajdującej się w wodzie osoby. 
Po ustawieniu jachtu w dryf należy podjąć działanie pozwalające podejść burtą jachtu bezpośrednio do ratowanego człowieka. Należą do nich sterowanie dryfem za pomocą pracy żaglami, balastem, mieczem oraz silnikiem.
Podczas stawania w dryf należy wziąć pod uwagę właściwości nautyczne jachtu. W przypadku większości jachtów po stanięciu w dryf poruszają się one niemal idealnie w kierunku ratowanego człowieka, jeśli manewr rozpoczęty został w kursie baksztag. Jeśli więc warunki pozwalają na to, a człowiek wypadł w kursie bajdewind, warto na chwilę (kilkanaście sekund) ustawić jacht w kursie baksztag i dopiero potem przejść dziobem linię wiatru i stanąć w dryfie.

## Zalety
Manewr monachijski okazuje się o wiele skuteczniejszy od tradycyjnych technik podchodzenia do człowieka, tak zwanych pętli rufowych lub  ósemek sztagowych. Decydują o tym:
- możliwość wykonania go przez jedną osobę, która w danym momencie znajduje się najbliżej steru;
- możliwość zachowania przez długi czas niewielkiej odległości od tonącego;
- brak konieczności wykonywania manewrów angażujących w jednej chwili wielu załogantów;
- możliwość skutecznego niesienia pomocy bez bezpośredniego kontaktu z tonącym - ze względu na niewielką prędkość dryfującego jachtu skuteczne może okazać się np. podanie liny bądź, w skrajnych sytuacjach, wysłanie na ratunek uwiązanego do liny i zabezpieczonego możliwie dużą ilością środków ratunkowych członka załogi;
- możliwość bezpiecznego i sprawnego zrzucenia żagli w niewielkiej odległości od tonącego i wykonanie podejścia na silniku;

## Wady
Pomimo wielu zalet manewr monachijski posiada także słabe strony. Należą do nich:
- trudności związane z bezpiecznym i skutecznym kierowaniem dryfem na jachcie mieczowym;
- konieczność posiadania przez kapitana wysokich kwalifikacji umożliwiających mu skuteczne kierowanie dryfem;
- ryzyko niepodejścia bezpośrednio do tonącego, pomimo pozostawania w bardzo niewielkiej odległości od niego;